# The Whole Wide World
Pour plus de détails, voir Fiche technique et Distribution.
The Whole Wide World est un film américain. Il s'agit d'une adaptation des mémoires intitulés One Who Walked Alone de Novalyne Price Ellis qui fut réalisée en 1996 par Dan Ireland, dont c'était la première réalisation.

## Synopsis
Texas, dans les années 1930. La rencontre en 1933 de l'écrivain Robert E. Howard et de Novalyne Price Ellis, qui aspire alors à une carrière littéraire, puis la relation amoureuse pour le moins étrange qui s'ensuit, jusqu'au suicide du créateur de Conan le Barbare en 1936.

## Fiche technique
- Titre : The Whole Wide World
- Réalisateur : Dan Ireland
- Scénariste : Michael Scott Myers d'après les mémoires de Novalyne Price Ellis
- Musique : Harry Gregson-Williams et Hans Zimmer
- Photographie : Claudio Rocha
- Montage : Luis Colina
- Production : Carl Colpaert, Vincent D'Onofrio, Dan Ireland et Kevin Reidy
- Société de production : Cineville et The Kushner-Locke Company
- Société de distribution : Sony Pictures Classics (États-Unis)
- Pays d'origine : États-Unis
- Durée : 111 minutes
- Format : Couleur; 2.35:1 ; Dolby ; 35 mm
- Genre : Biopic, drame et romance
- Dates de sortie : 
  -  États-Unis : 20 décembre 1996

## Distribution
- Vincent D'Onofrio : Robert E. Howard
- Renée Zellweger : Novalyne Price Ellis
- Ann Wedgeworth : Mme. Howard
- Harve Presnell : Dr Howard
- Benjamin Mouton : Clyde Smith
- Helen Cates : Enid
- Leslie Buesing : Ethel
- Chris Shearer : Truett
- Dell Aldrich : Mme. Hemphill
- Elizabeth D'Onofrio : Mme. Smith